# طواف كاليفورنيا 2014
طواف كاليفورنيا 2014 هو سباق دراجات هوائية أقيم بتاريخ 2014، تكون السباق من 8 مراحل وامتدّ لمسافة 710.2 بسرعة 25.035 /س، استغرق السباق 28 ساعة 22 دقيقة 05 ثانية. فاز به البريطاني برادلي ويغينز.

## الترتيب
| م                     | الدرّاج        | البلد           | الزمن                     |
| --------------------- | ------------- | --------------- | ------------------------- |
| الفائز بالترتيب العام | برادلي ويغينز | بريطانيا العظمى | 28 ساعة 22 دقيقة 05 ثانية |